# Florencio Harmodio Arosemena

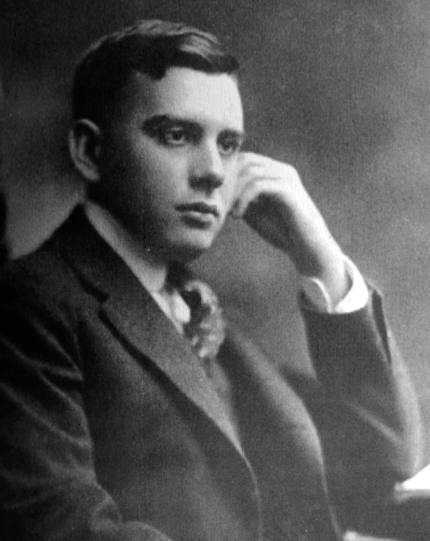
Florencio Harmodio Arosemena

Florencio Harmodio Arosemena (* 17. September 1872; † 30. August 1945) war der 14. Staatspräsident von Panama.
Arosemena absolvierte in Deutschland sein Ingenieur-Studium, wo er zunächst auch arbeitete, bevor er nach Ecuador und anschließend zurück nach Panama ging. Hier konstruierte er bekannte Bauwerke wie den National-Palast, das National-Institut, die Brücke über den Fluss Santa Maria oder die Eisenbahnlinie von Port Armuelles nach Concepscion. Die Politik war nicht sein Hauptbetätigungsfeld. Umso erstaunlicher war es, dass er am 1. Oktober 1928 als Nachfolger von Rodolfo Chiari zum Staatspräsidenten gewählt wurde. Einen Tag nach Bekanntwerden einer staatlichen Finanzkrise musste er am 3. Januar 1931 zurücktreten. Sein Nachfolger als Staatspräsident wurde Ricardo Joaquín Alfaro Jované. 
Arosemena sprach sieben Sprachen und wurde für seine Verdienste von mehreren europäischen und amerikanischen Staaten ausgezeichnet. Außerdem gehörte er zur einflussreichen Familie der Arosemenas, die auch den fünften Präsidenten Pablo Arosemena Alba und den 23. Präsidenten Domingo Díaz Arosemena stellte.